# Sæhrimnir
En la mitología nórdica, Sæhrimnir era el jabalí cósmico que era matado y devorado todas las noches por los Æsir y los einherjar. El cocinero de los dioses, Andhrimnir, era responsable por la matanza y la preparación en el caldero mágico Eldhrimnir. Luego que Sæhrimnir era comido, era revivido para proveer la comida del día siguiente. 
En la Gylfaginning, somos proveídos con la siguiente estrofa: 
| Andhrímnir lætr i Eldhrímni Sæhrímni soþinn, fleska bazt, at þat fair vitu við hvat einherjar alaz. | Andhrimnir tiene En Eldhrimnir A Sæhrímnir empapado, El mejor de los jamones; Aunque muy pocos saben Con esa carne los campeones son alimentados. —Traducción de Brodeur |

Variantes del nombre incluyen Sahrimnir (anglosajona), Særimner (danesa y noruega) y Särimner (sueca).